# Саарбрюкен (район)
Саарбрюкен (нім. Saarbrücken) — район в Німеччині, в складі федеральної землі Саар. Адміністративний центр — місто Саарбрюкен.

## Населення
Населення району становить 327 284 осіб (станом на 31 грудня 2021).

## Адміністративний поділ
Район складається з 5 громад (нім. Gemeinden) та 5 міст (нім. Städte):
| Міста (населення)                                                                                                 | Громади (населення) |
| --- | --- |
| 1. Зульцбах (16 256) 2. Пютлінген (18 269) 3. Саарбрюкен (179 634) 4. Фельклінген (39 428) 5. Фрідріхсталь (9955) | 1. Гросроссельн (7953) 2. Гойсвайлер (17 998) 3. Квіршид (12 816) 4. Кляйнбліттерсдорф (10 707) 5. Рігельсберг (14 268) |

Дані про населення наведені станом на 31 грудня 2021.